# Homöopathische Polychreste
In der Homöopathie wird der Begriff Polychreste (‚zu vielem nützlich‘, von altgriechisch πολύς ‚viel‘ und χρηστός ‚brauchbar‘, ‚nützlich‘) für einige homöopathische Arzneimittel verwendet, die nach Ansicht der Homöopathen viele unterschiedliche therapeutische Anwendungsbereiche abdecken und daher häufig eingesetzt werden. Die Polychreste stehen in der Regel mit vielen tausend Symptomen in den homöopathischen Symptomensammlungen (Materiae medicae). Eingang in die homöopathische Materia medica fanden neben den eigentlichen Prüfungssymptomen auch Vergiftungssymptome und geheilte klinische Symptome.
Beispiele für homöopathische Polychreste:
- Calcium carbonicum (Calciumcarbonat, Kalk aus der mittleren Austernschale, über 8000 Einzelsymptome genannt)
- Lycopodium (Sporen des Keulen-Bärlapps, über 8600 Einzelsymptome genannt)
- Natrium muriaticum (Natriumchlorid, Kochsalz, über 7700 Einzelsymptome genannt)
- Nux vomica (Strychnos nux-vomica, Gewöhnliche Brechnuss, über 7300 Einzelsymptome genannt)
- Phosphorus (über 9000 Einzelsymptome genannt)
- Sepia (Tinte des Tintenfischs, über 8400 Einzelsymptome genannt)
- Sulfur (Schwefel, über 11000 Einzelsymptome genannt)